# Lover, Come Back to Me
Lover, Come Back to Me ist ein Popsong, den Sigmund Romberg (Musik) und Oscar Hammerstein (Text) verfassten und 1928 veröffentlichten. David Ewen (All the Years of American Popular Music) bezeichnete Lover, Come Back to Me als eine von Rombergs meist geschätzten Melodien. Der Song wurde ab den 1930er-Jahren auch zu einem beliebten Jazzstandard.

## Hintergrund
Romberg und Hammerstein schrieben den Song Lover, Come Back to Me für die Operette The New Moon, die am 19. September 1928 im New Yorker Imperial Theatre Premiere hatte. Vorgestellt wurde der Song von Evelyn Herbert. The New Moon war nicht nur Rombergs letzte Operette, sondern auch die letzte große amerikanische Operette in der europäischen Tradition. Der in E-Dur in der Form AABA geschriebene Song folgt er Operettentradition; der Mittelteil basierte auf Tschaikowskis Große Sonate G-Dur (Op. 37a, 1878). Der Song hat eine breit angelegte Melodie mit langen Tönen und einen großen Umfang (eine Oktave und eine Quarte). Weitere populäre Songs aus New Moon waren neben Lover, Come Back to Me die Lieder Marianne, Stout-Hearted Men, Softly, as in a Morning Sunrise und One Kiss.

## Erste Aufnahmen und spätere Coverversionen

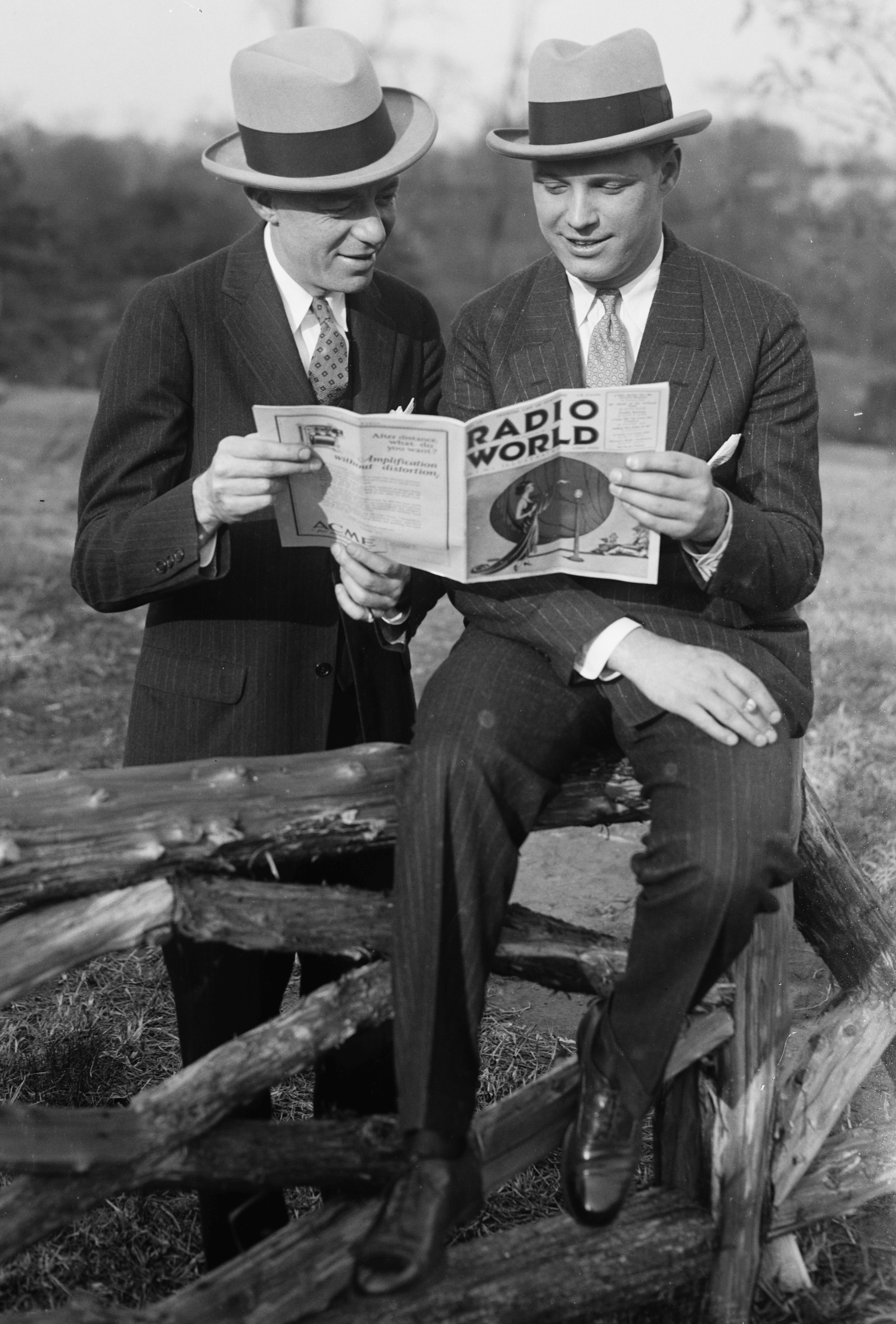
Victor Arden und Phil Ohman

In den US-Hiparaden war Lover Come Back to Me 1929 drei Mal erfolgreich vertreten, durch Paul Whiteman and His Orchestra (#3, mit Jack Fulton, Gesang), Arden-Ohman Orchestra (#6, mit The Revelers) und Rudy Vallée and His Connecticut Yankees (#9). Zu den weiteren Musikern, die den Song ab April 1929 coverten, gehörten Annette Hanshaw (Columbia), Arthur Schutt, The Dorsey Brothers Orchestra, Seger Ellis (Okeh), die California Ramblers (Edison), Lee Sims (Brunswick), in Paris Ray Ventura (Odeon) und Sam Wooding (Pathé), in Berlin Theo Mackeben. Lover Come Back to Me kam in den folgenden Jahren noch in der Version von Perry Askam (1930, #20) und Nat King Cole (1953, mit Billy May and His Orchestra, #16) in die amerikanischen Popcharts.
In den folgenden Jahren wurde der Song u. a. durch Aufnahmen von Andy Kirk (1937), Mildred Bailey (1938), dem Quintette du Hot Club de France (1938), Artie Shaw, Benny Goodman (1939) und Ella Fitzgerald (1940) zu einem beliebten Jazzstandard, allerdings in mittlerem bis schnellem Tempo vorgetragen. „Neben seiner Melodie schätzen Jazzmusiker an Lover, Come Back to Me die Akkordprogressionen, die häufig als Basis für Improvisationen dienen; ein Beispiel ist Art Blakeys Quicksilver.“
Der Diskograf Tom Lord listet im Bereich des Jazz insgesamt 616 (Stand 2015) Coverversionen, von denen die Aufnahmen von Mildred Bailey, Lester Young, Roy Eldridge (1946), Ralph Burns (1955), Jimmy Smith, Hampton Hawes (1956), Sun Ra, Ben Webster (1957), John Coltrane (1958) und Arnett Cobb (1960) hervorzuheben sind. Verwendung fand Lover Come Back to Me auch in mehreren Spielfilmen; Grace Moore, Lawrence Tibbett, Roland Young und Adolphe Menjou sangen ihn in der ersten Filmversion von New Moon (1930, Regie Jack Conway), Jeanette MacDonald und Nelson Eddy in der zweiten Version von 1940 (Regie Robert Z. Leonard). Tony Martin und Joan Weldon interpretierten ihn in der Romberg-Filmbiografie Deep in My Heart (1954, Regie Stanley Donen).